# Peter Seiffert
Peter Seiffert (født 4. januar 1954 i Düsseldorf, død 14. april 2025) var en tysk tenor. 

## Biografi
Seiffert studerede på Musikhochschule i Düsseldorf og debuterede i 1978 på Deutsche Oper am Rhein (de). I 1979 blev han tildelt en andenplads i Deutscher Musikwettbewerb, en tysk musikkonkurrence. 
I 1986 ægtede han den 15 år ældre sopran Lucia Popp. Et andet ægteskab indgik han med sopranen Petra-Maria Schnitzer. 
Han gjorde karriere ved Bayreuther Festspiele og optrådte regelmæssigt i titelrollen i Lohengrin, senest i 2005 med sin kone i rollen som Elsa. I 2003 blev han tildelt en Grammy Award for bedste operaoptagelse for sin præstation i Tannhäuser under Daniel Barenboim. Han var en efterspurgt Heldentenor (de) og sang mange af Wagners titelroller. 

## Eksterne links
- Biografi på Bayerischen Staatsoper (Webside ikke længere tilgængelig)